# Полог (Новаци)
Полог (мкд. Полог) је насеље у Северној Македонији, у јужном делу државе. Полог припада општини Новаци.

## Географија
Насеље Полог је смештено у крајње јужном делу Северне Македоније, близу државне границе са Грчком (10 km јужно од насеља). Од најближег већег града, Битоља, насеље је удаљено 40 km југоисточно.
Полог се налази у крајње југоисточном делу Пелагоније, највеће висоравни Северне Македоније. Насељски атар обухвата југозападне падине Селечке планине, са погледом на пелагонско поље на западу. Надморска висина насеља је приближно 950 метара.
Клима у насељу је планинска због знатне надморске висине.

## Становништво
Полог је према последњем попису из 2002. године био без становника. 
Претежно становништво по последњем попису били су етнички Македонци.
Већинска вероисповест било је православље.